# Дорал (Флорида)
Дорал (енгл. Doral) град је у америчкој савезној држави Флорида. По попису становништва из 2010. у њему је живело 45.704 становника.

## Демографија
Према попису становништва из 2010. у граду је живело 45.704 становника, што је 25.266 (123,6%) становника више него 2000. године.
| Група             | 2000.          | 2010.          |
| Белци             | 4.912 (24,0%)  | 6.659 (14,6%)  |
| Афроамериканци    | 543 (2,7%)     | 1.139 (2,5%)   |
| Азијати           | 1.039 (5,1%)   | 1.633 (3,6%)   |
| Хиспаноамериканци | 13.784 (67,4%) | 36.344 (79,5%) |
| Укупно            | 20.438         | 45.704         |